# Hypanus americanus
A Hypanus americanus a porcos halak (Chondrichthyes) osztályának sasrájaalakúak (Myliobatiformes) rendjébe, ezen belül a tüskésrájafélék (Dasyatidae) családjába tartozó faj.
Ezt a ráját korábban a Dasyatis porcoshal-nembe sorolták be, Dasyatis americana név alatt.

## Előfordulása

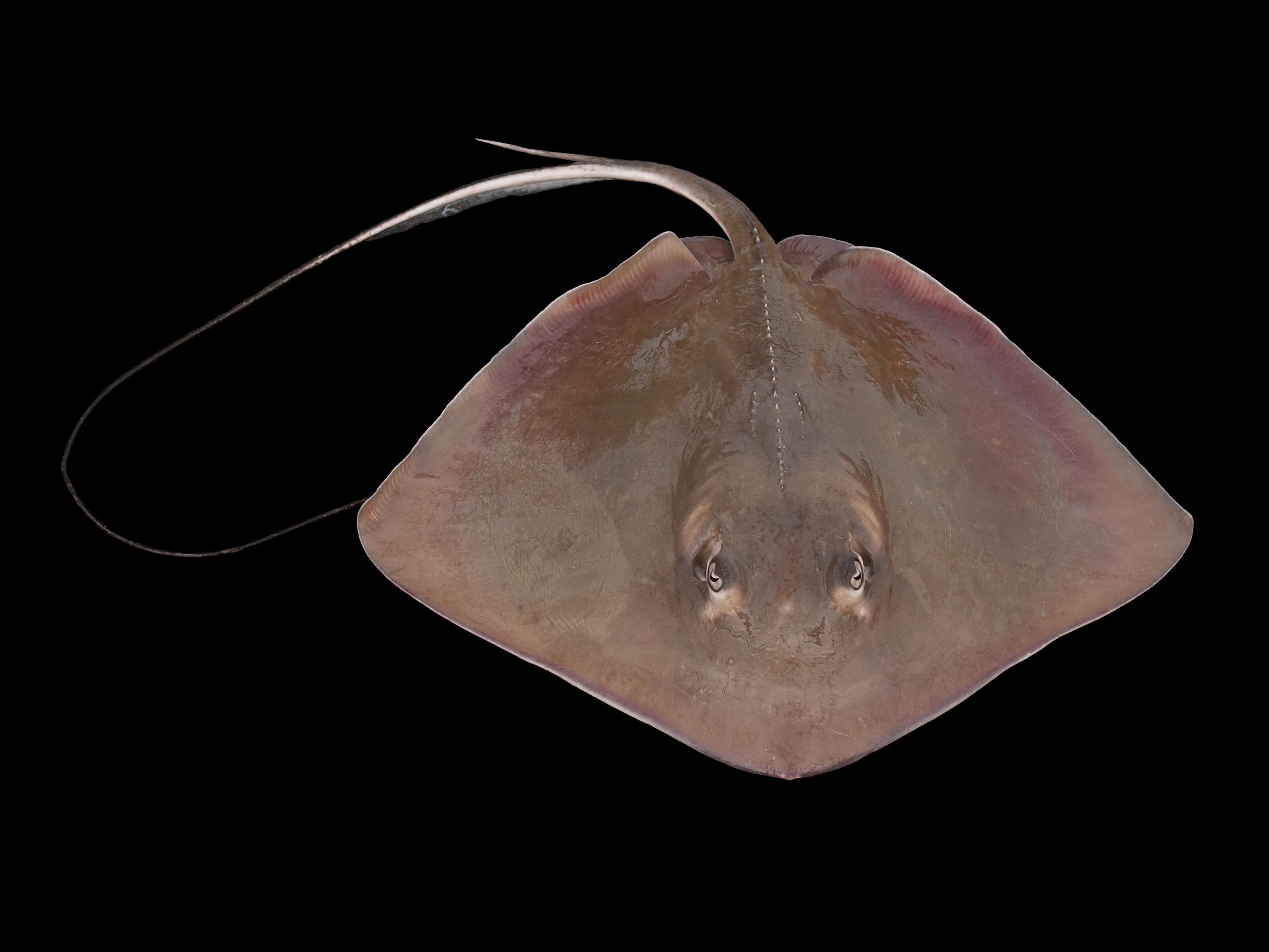
A háti része sötétbarna, ...

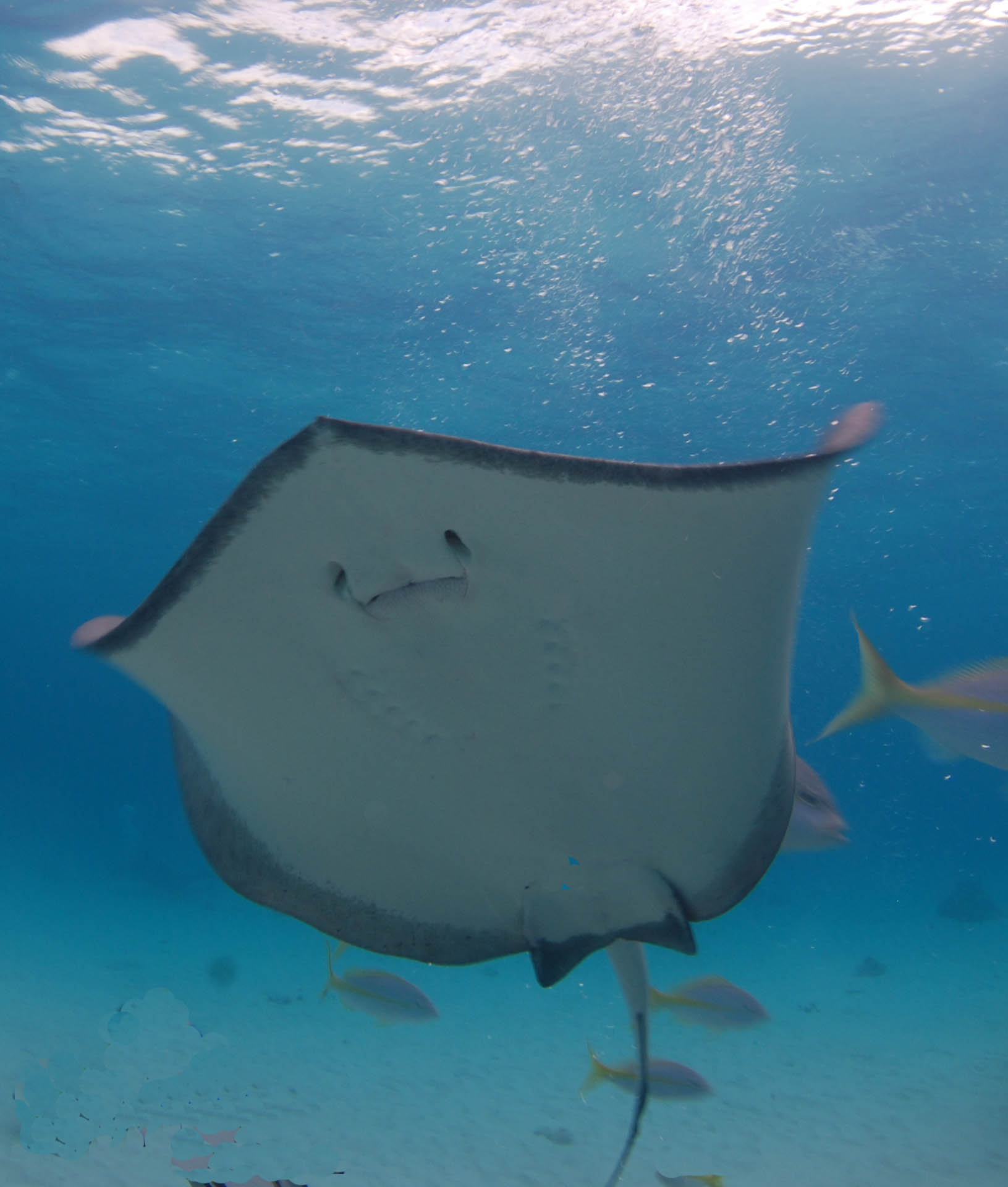
... míg a hasi része fehér sötét szegéllyel

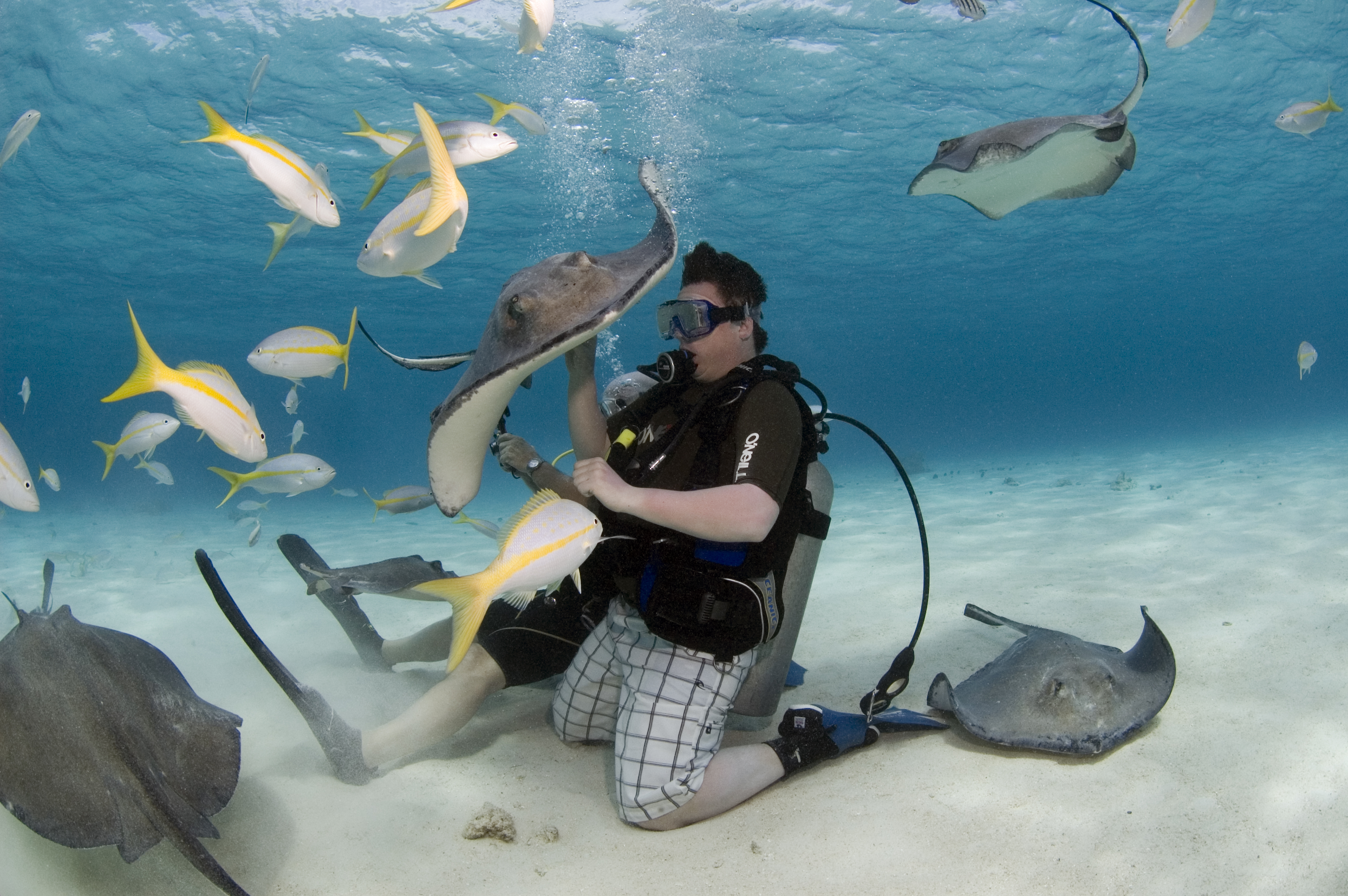
A búvárt jól tűrik

A Hypanus americanus előfordulási területe az Atlanti-óceán nyugati felén van. Ez a porcos hal az Amerikai Egyesült Államokbeli New Jerseytól kezdve a Mexikói-öblön keresztül, egészen Brazília déli részéig sokfelé megtalálható. Az Antillák környékén is van állománya.

## Megjelenése
Ez a hal általában 90 centiméter hosszú, de akár 200 centiméteresre is megnőhet. Legfeljebb 135,6 kilogrammos lehet. Mellúszóinak végei hegyesek; a mellúszók felső részén nem egyenes sorokban kis tüskék ülnek. A háti, azaz a felső része a felnőttnél sötétbarna vagy olajzöld, a fiatalnál szürke. Mindkét korú állatnál a hasi rész fehér sötét szegéllyel. Hosszú farkának alsó részén hosszú és magas úszószerű képződmény van; ez a farok felső részén hiányzik.

## Életmódja
Trópusi és szubtrópusi tengeri hal, amely a korallzátonyok közelében él, 0-53 méteres mélységek között, bár általában 4 méter mélyen ül. A brakkvizet is jól tűri, emiatt beúszik a folyótorkolatokba is. A tengerifű mezőket és a homokos fenekű lagúnákat vagy korallzátonyokat választja élőhelyül. Magányosan, párban vagy rajban is megfigyelhető. Nappal a homokba ásva magát pihen, éjszaka pedig vadászik, főleg a tengerifüvek között. Tápláléka főleg kagylók és férgek, de ezek mellett kis rákokat, rövidfarkú rákokat és kisebb csontos halakat is fogyaszt. A Hypanus americanus többek között a nagy pörölycápának (Sphyrna mokarran) szolgál táplálékul. Gyakran megfigyelhető amint a tisztogató halak tisztítják a bőrét. A búvárok könnyen megközelíthetik, azonban óvakodniuk kell a jól fejlett, recés tüskéjétől.

## Szaporodása
Ál-elevenszülő (ovovivipar) porcos hal. Miután a kis ráják felélték a szikzacskóik „sárgáját”, a szikzacskók az emlősök méhlepényéhez hasonló burokká alakulnak át. Ebben az anyaállat nyálkával, zsírral vagy fehérjével táplálja kicsinyeit. Egy alomban 3-4 kis rája van. Más rájáktól eltérően a Hypanus americanus hímje nem oldalról, hanem hátulról közelíti meg a nőstényt.

## Felhasználása
A Hypanus americanust ipari mértékben halásszák. A sporthorgászok is kedvelik.